# Agar chocolate

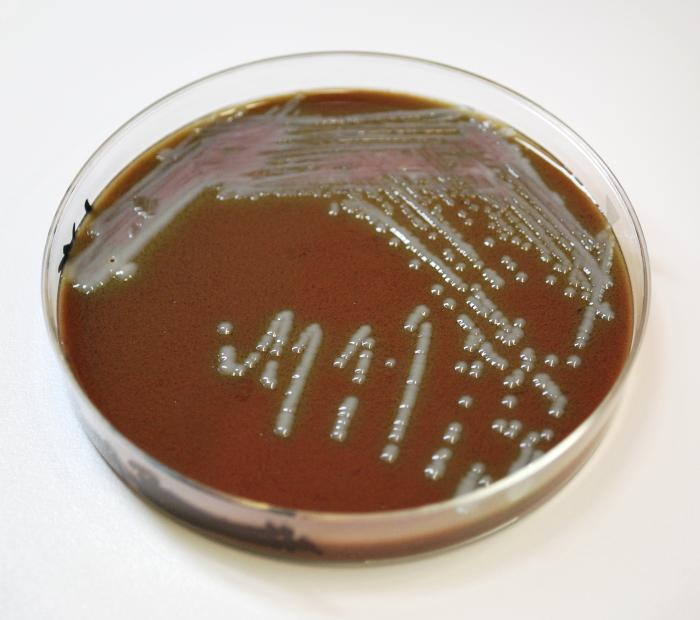
Agar chocolate con colonias visibles de Francisella

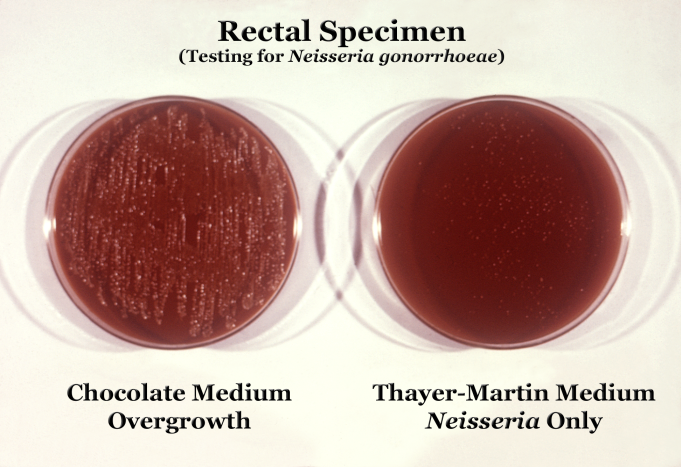
Comparación de dos medios de cultivo utilizados para el crecimiento de Neisseria gonorrhoeae.
Nótese que el agar chocolate (izquierda) presenta un crecimiento excesivo al ser no selectivo, dada su composición permite el crecimiento de una gran variedad de microorganismos además de N. gonorrhoeae, mientras que el medio de Tayer Martin al ser selectivo, contiene antibióticos que inhiben el crecimiento de otros microorganismos y en él solo crece la cepa de Neisseria gonorrhoeae. Para ver las colonias de amplíe la imagen.

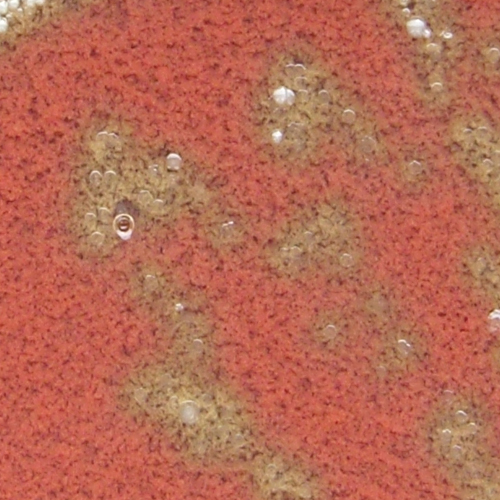
Alfa hemolisis en agar chocolate

Agar Chocolate (CHOC) es un medio de cultivo enriquecido y no selectivo. Es una variante del agar sangre. Contiene glóbulos rojos que han sido lisados por el suave calentamiento a 56 °C. Este agar se usa para el delicado y exigente crecimiento de bacterias respiratorias, como por ejemplo Haemophilus influenzae. 
Estas bacterias necesitan factores de crecimiento, como el NAD y hemina, componentes que podemos encontrar dentro de los glóbulos rojos; por lo tanto, un prerrequisito lógico para el crecimiento es la lisis de los glóbulos rojos. El agar se llama así debido a su parecido con el chocolate, pero no contiene nada de este.
Debido a que este medio soporta muchos tipos de bacterias, no es muy útil para coprocultivos.